# حتبتي (ملكة)
حتبتي، هي ملكة مصرية قديمة غير حاكمة أو زوجة ملك، عاشت في عهد الأسرة الثانية عشرة، وهي أم الملك أمنمحات الرابع.

## التعرف عليها
المصدر الوحيد لمعرفتنا بهذه الملكة يتمثل في نقوش تمثلها مع ابنها أثناء تقديم القرابين للآلهة في معبد مدينة ماضي جنوب غرب مدينة الفيوم في مصر.
ومن غير المعروف على وجه التأكيد ما إذا كانت هذه الملكة زوجة للملك أمنمحات الثالث، الذي سبق ابنها على العرش، أم هي - وبالتالي ابنها - من خارج هذه العائلة المالكة.

## ألقابها
رغم التدمير الشديد للنقوش إلا أن اسمها وألقابها مفهومة إلى حد ما، وقد كانت تحمل الألقاب التالية:
- الأميرة الوراثية.
- سيدة الأرضين.
- الأم الملكية.
- المتحدة مع التاج الأبيض.

وربما كانت تحمل لقب الزوجة الملكية وتم تدميره، ولو كان الأمر كذلك فهذا يقوي احتمالية كونها زوجة الملك أمنمحات الثالث.